# Dekanat czechowicki
Dekanat czechowicki – jeden z 23 dekanatów katolickich wchodzących w skład diecezji bielsko-żywieckiej, w którego skład wchodzi 12 parafii. Utworzony w 1955 r. początkowo wchodził w skład Diecezji katowickiej.

## Przełożeni[2]
- Dziekan: ks. Jerzy Ryłko[3]
- Wicedziekan: ks. Zygmunt Mizia
- Duszpasterz Służby Liturgicznej: ks. Krzysztof Rębisz
- Dekanalny Wizytator Katechizacji: ks. Andrzej Raszka
- Dekanalny Duszpasterz Rodzin: ks. Jerzy Ryłko
- Dekanalny Duszpasterz Młodzieży: ks. Piotr Rajda

## Parafie
- Bronów: Parafia Najświętszego Serca Pana Jezusa
- Czechowice-Dziedzice: Parafia św. Andrzeja Boboli
- Czechowice-Dziedzice: Parafia św. Barbary
- Czechowice-Dziedzice: Parafia Jezusa Chrystusa Odkupiciela
- Czechowice-Dziedzice: Parafia św. Katarzyny
- Czechowice-Dziedzice: Parafia św. Maksymiliana Kolbego
- Czechowice-Dziedzice: Parafia NMP Królowej Polski
- Czechowice-Dziedzice: Parafia NMP Wspomożenia Wiernych
- Czechowice-Dziedzice: Parafia św. Stanisława BM
- Ligota: Parafia Opatrzności Bożej
- Ligota-Miliardowice: Parafia Miłosierdzia Bożego
- Zabrzeg: Parafia św. Józefa